# ござ
ござ（茣蓙、蓙）は、草茎を織ることによって作られた敷物。一般にはイグサで織ったものを指す。構造は畳表とほぼ同じ。

## 概要
今日では材料の藺草（いぐさ）は狭義のイグサであるイグサ科のイが多く栽培され、主に用いられるが、かつては大型のカヤツリグサ科の野生植物であるシチトウイやカンエンガヤツリ、フトイなどもよく用いられた。アイヌは、キナ（ゴザ）の原料にガマを用いた。そのためアイヌ語で「キナ」の語は、「草」「ガマ」「ゴザ」それぞれを指す。
莚（むしろ）の一種であるが、こちらは藁（わら）を材料とするものを指すことが多い（ただしイグサ製品のものもある）。畳が普及する以前の庶民の家では一般的な敷物であった。語源は「御座」（貴人の席の意）で、御座に敷く物の意味であった。
使いかたとしては室内で絨毯のように常時敷くこともあれば、丸めて携帯し、屋外で一時的に敷くこともある（運動会、花見など）。ただ現代では、屋外の場合はより耐久性の高いビニールシート（特にブルーシート）などの代替品が使われることも多い。
ござには、花などの模様を織り込んだものもあり、これを花ござという。また、夏場の就寝時の涼をとるため布団の上などに敷いて使うものを寝ござという。

## 上敷
家屋において畳の上に敷く場合には上敷（うわしき、うわじき）と呼ぶ。主として縁付きの柄無しで作られ、畳の上に敷いて縁の部分を上敷鋲で留めて用いられる。縁の向きが一方方向に向いているため、部屋を広く感じさせる視覚効果がある。畳替えの頻度を少なくさせ、両面使うことができる。

## い草カーペット
フローリングなどの上に敷くためのものにい草カーペットがある。補強のために裏面をフェルトやウレタンなどで裏打ちしたものも多く、部屋全体に敷き詰められるように部屋の間取りにあわせてカットできるものもある（カットした線に合わせて縁の部分を後から貼り付けられるようにテープ状にしたものもある）。